# Anselm Grün
Anselm Grün (Junkershausen, 14 gennaio 1945) è un padre benedettino tedesco, autore di libri spirituali, consulente religioso e istruttore di corsi di meditazione e contemplazione.

## Biografia
Cresciuto a Monaco di Baviera dove i genitori erano proprietari di un negozio di articoli elettrici, nel 1964 entrò come novizio presso l'abbazia di Münsterschwarzach. Ha studiato filosofia e teologia all'abbazia di Sant'Ottilia e a Roma presso il Pontificio ateneo Sant'Anselmo. Nella tesi di dottorato in teologia si è occupato di Karl Rahner. A partire dal 1974 studiò inoltre economia a Norimberga.
Nel 1976 pubblicò il primo libro (Reinheit des Herzens o Purezza di cuore) a cui sono seguiti circa 300 libri, tradotti in più di trenta lingue, che nell'insieme hanno venduto circa 16 milioni di copie. In traduzione italiana i suoi scritti sono pubblicati, fra gli altri, dall'Editrice Queriniana di Brescia, che l'ha scoperto e fatto conoscere in Italia fin dal 1997, da San Paolo e Paoline, da Gribaudi e Messaggero.
Dal 1977 al 2013, in qualità di economo (cellerario), ha gestito l'amministrazione dell'abbazia presso cui tuttora risiede, quella di Münsterschwarzach, in Baviera. Infatti, al monastero sono legate 20 piccole aziende che danno lavoro a 300 persone laiche.

## Opere
- Arrivederci in cielo, traduzione dal tedesco di Maria Assunta Sozzi Manci, Queriniana, 2001.
- L'accompagnamento spirituale. Nei Padri del deserto, traduzione dal tedesco di Giuliana Lupi, Paoline, 2005.
- Preghiera e conoscenza di sé. Per incontrare Dio, traduzione dal tedesco di Giuliana Lupi, Paoline, 2007.
- Riconciliarsi con Dio, traduzione dal tedesco di Anna Bologna, Queriniana, 2013.
- Tu sei prezioso per me, traduzione dal tedesco di Paola Florioli, Gribaudi, 2016
- L'arte di vivere dei Benedettini. Come realizzare il potenziale presente nella nostra anima, San Paolo Edizioni, 2019